# Karol Lovaš
Karol Lovaš (bratr Šavol; * 1. října 1976 Trnava) je slovenský kněz a spisovatel. 
Byl politickým reportérem a moderátorem populárního slovenského Rádia Twist. Komentoval průběh událostí zatýkání bývalého slovenského premiéra Vladimíra Mečiara ve vile Elektra. Byl autorem relace Sauna, kde připravoval rozhovory třeba s Ginou Lolobrigidou, Albanem Carrisim, Carlem Pontim ml. Janem Saudkem, Elenou Obraztsovou, Ultrou Violet a dalšími. V roce 1996 získal cenu Literárního fondu jako spoluautor a moderátor zpravodajského Žurnálu Rádia Twist. V roce 1999 byl zpravodajem v Jugoslávii, kde probíhala válka v Kosovu. Pravidelně se hlásil ze srbského Bělehradu i kosovské Přištiny.
V roce 2009 absolvoval Katolickou teologickou fakultu Univerzity Karlovy v Praze a byl vysvěcen na kněze. Postgraduální studia z Teorie a dějin žurnalistiky ukončil v roce 2012 na Katolické univerzitě v Ružomberku. Jeho pravidelná rozhlasová zamyšlení uvádí od roku 2013 první okruh veřejnoprávního slovenského rozhlasu – Rádio Slovensko. Od roku 2016 působí jako vysokoškolský pedagog na katedře žurnalistiky Fakulty Sociálních Věd Univerzity Karlovy. Věnuje se primárně rozhlasové žurnalistice. Od roku 2011 žije a tvoří v Božejově na Vysočině. V roce 2018 vydal v Nakladatelství Spolku slovenských spisovatelů knižní rozhovor s Alojzem Lorencem s názvem Je štátny prevrat, na víkend domov neprídem. Český překlad rozhovoru vydala v rozšířené podobě v roce 2019 pod názvem Generál, který byl u toho Euromedia.

## Dílo
- Biľakovo svedectvo. 1999.
- Človek. 2000. Kniha básní.
- Za múrmi kláštora. 2004.
- Moje lepšie ja. 2007. Sbírka poezie.
- Boží šašo. 2010.
- 18-ročná Slovenská republika. 2011. Kniha rozhovorů s třemi slovenskými prezidenty.
- Kto sa chce naučiť bicyklovať musí aj padnúť. 2012.
- LOVE kalendár 2014. 2013. Kalendář s autorovými myšlenkami a fotografiemi.
- Náš Boh nosí zásteru. 2013.
- Pojedači Boha. 2014.
- Já, neposlušné dítě. 2016.
- Je štátny prevrat, na víkend domov neprídem. 2018. Knižní rozhovor s Alojzem Lorencem.
- Generál, který byl u toho. 2019.